# Ernie Pieterse
Ernest "Ernie" Pieterse (4 juli 1938) – 1 november 2017) was een Formule 1-coureur uit Zuid-Afrika. 
Hij nam driemaal deel aan zijn thuisrace in 1962, 1963 en 1965 voor het team Lotus, maar scoorde hierin geen punten.